# Cavergno
Cavergno è una frazione di 492 abitanti del comune svizzero di Cevio, nel Canton Ticino (distretto di Vallemaggia).

## Geografia fisica

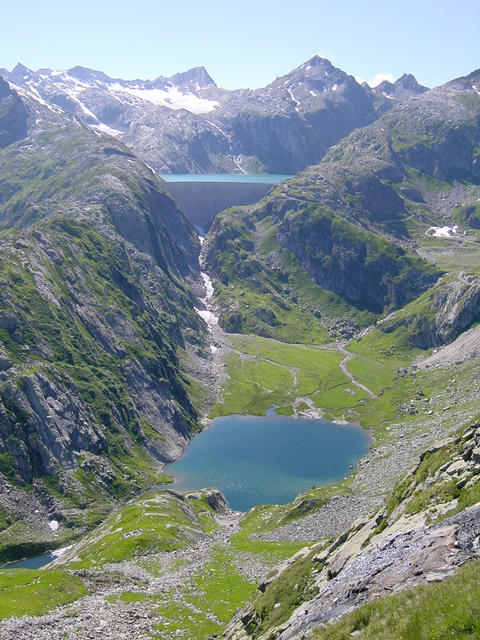
La diga dei Cavagnoli e il Lago Bianco

Cavergno è situato all'imbocco della Val Bavona. Nel suo territorio sorgono la diga dei Cavagnoli e il Lago Bianco.

## Storia

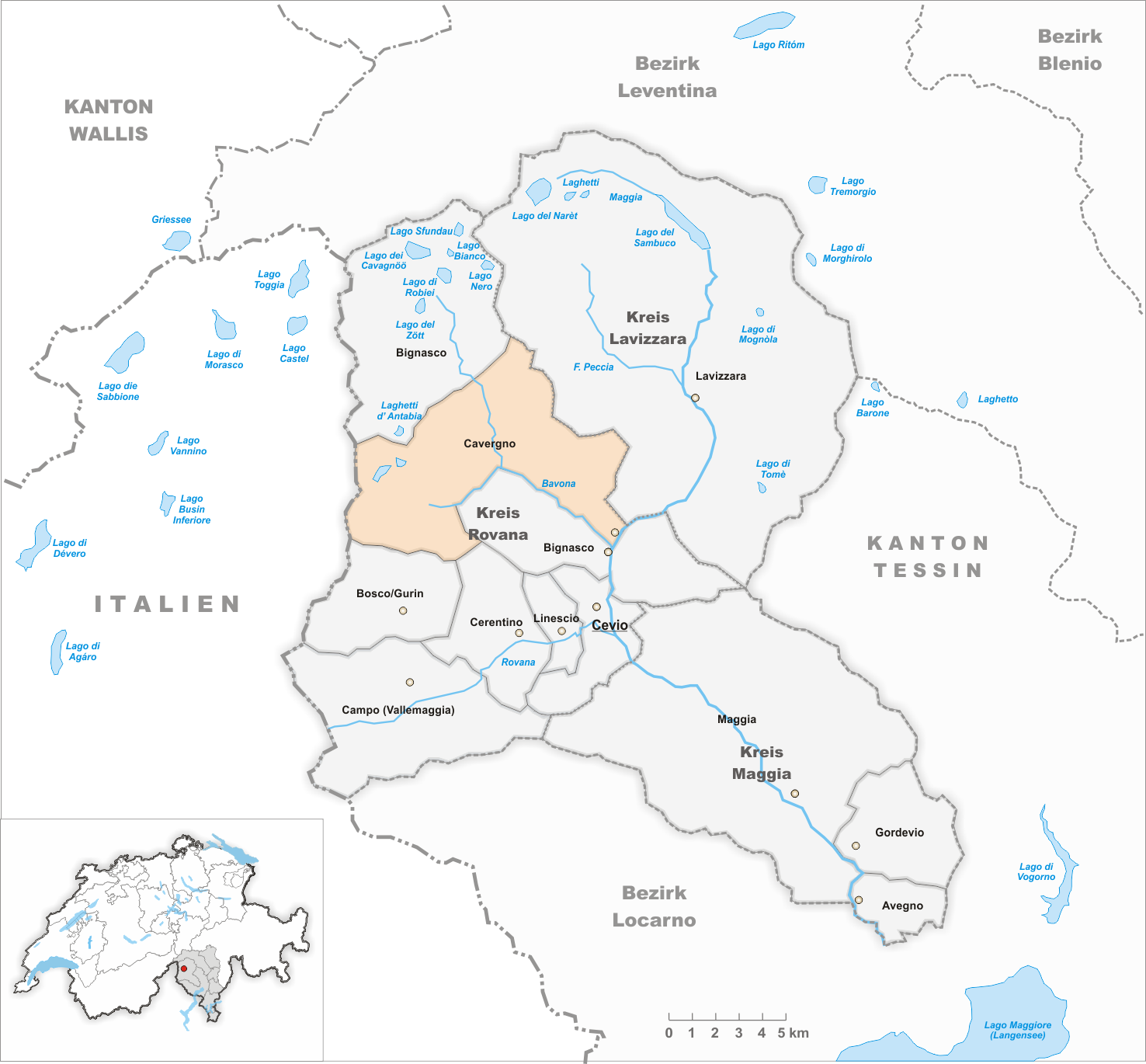
Il territorio del comune di Cavergno prima degli accorpamenti comunali del 2006

Già comune autonomo che si estendeva per 54,79 km² e del quale facevano parte quasi tutti i nuclei della Val Bavona, il 22 ottobre 2006è stato accorpato al comune di Cevio assieme all'altro comune soppresso di Bignasco.

## Monumenti e luoghi d'interesse
- Chiesa parrocchiale di Sant'Antonio da Padova, eretta nel 1682[2];
- Oratorio di San Luigi Gonzaga, eretto nel 1883-1884[senza fonte];
- Gruppo di casetorri in località Presa, edificate tra il 1280 e il XVI secolo ma in stato di abbandono già nel XVIII secolo[senza fonte].

## Società

### Evoluzione demografica
L'evoluzione demografica è riportata nella seguente tabella:
Abitanti censiti

## Amministrazione
Ogni famiglia originaria del luogo fa parte del cosiddetto comune patriziale e ha la responsabilità della manutenzione di ogni bene ricadente all'interno dei confini della frazione. L'ufficio patriziale è presieduto da Andrea Dalessi.